# Lierse SK
Koninklijke Lierse Sportkring, známý spíše pod zkráceným označením Lierse SK, byl belgický fotbalový klub z města Lier. Založen byl roku 1906. Čtyřikrát vyhrál belgickou ligu (1931–32, 1940–41, 1941–42, 1959–60, 1996–97) a dvakrát belgický pohár (1968–69, 1998–99). Do 1. ligy vstoupil prvně v sezóně 1927/28. Největším mezinárodním úspěchem klubu je čtvrtfinále Poháru UEFA 1971/72. Patří k pěti belgickým klubům, které hrály základní skupinu Ligy mistrů (Anderlecht Brusel, Bruggy, Racing Genk, Standard Lutych).

## Výsledky v evropských pohárech
| Sezóna  | Soutěž | Kolo     | Soupeř                | Skóre     |
| ------- | ------ | -------- | --------------------- | --------- |
| 1960/61 | PMEZ   | 1. kolo  | FC Barcelona          | 0-2, 0-3  |
| 1969/70 | PVP    | 1. kolo  | APOEL FC              | 10-1, 1-0 |
|         |        | 2. kolo  | Manchester City FC    | 0-3, 0-5  |
| 1971/72 | UEFA   | 1. kolo  | Leeds United AFC      | 0-2, 4-0  |
|         |        | 2. kolo  | Rosenborg BK          | 1-4, 3-0  |
|         |        | 1/8      | PSV Eindhoven         | 0-1, 4-0  |
|         |        | 1/4      | AC Milan              | 0-2, 1-1  |
| 1976/77 | PVP    | 1. kolo  | HNK Hajduk Split      | 1-0, 0-3  |
| 1978/79 | UEFA   | 1. kolo  | FC Carl Zeiss Jena    | 0-1, 2-2  |
| 1995/96 | UEFA   | 1. kolo  | Benfica Lisabon       | 1-3, 1-2  |
| 1997/98 | LM     | Předkolo | Anorthosis Famagusta  | 0-2, 3-0  |
|         |        | Skupina  | Bayer 04 Leverkusen   | 0-1, 0-2  |
|         |        |          | Sporting Portugal     | 1-1, 1-2  |
|         |        |          | AS Monaco             | 1-5, 0-1  |
| 1999/00 | UEFA   | 1. kolo  | FC Zürich             | 0-1, 3-4  |
| 2000/01 | UEFA   | Předkolo | FK Ekranas Panevėžys  | 3-0, 4-0  |
|         |        | 1. kolo  | Girondins de Bordeaux | 0-0, 1-5  |